# Piophila senescens
Piophila senescens är en tvåvingeart som först beskrevs av Axel Leonard Melander och Arnold Spuler 1917.  Piophila senescens ingår i släktet Piophila och familjen ostflugor. Inga underarter finns listade i Catalogue of Life.